# Jennifer Ågren
Jennifer Hanna Violeta Ågren, född 5 januari 1993 i Västerbotten, är en svensk taekwondoutövare.